# Manabu Kubota
Manabu Kubota (久保田 学 Kubota Manabu?), född 27 juni 1981 i Shimane prefektur, är en japansk före detta fotbollsspelare.
Kubota började sin karriär 2004 i Yokohama FC. 2006 flyttade han till New Wave Kitakyushu. Han avslutade karriären 2006.